# Бург (Шпревальд, об'єднання громад)
Об'єднання громад Бург (Шпревальд) (нім. Amt Burg (Spreewald), н.-луж. Amt Bórkowy (Błota)) — амт (об'єднання громад) у Німеччині, у землі Бранденбург, з центром у громаді Бург (Шпревальд). Входить до складу району Шпре-Найсе. Об'єднання веде адміністративні справи шістьох самостійних у правовому відношенні громад.

## Історія
Об'єднання громад (Шпревальд) утворено 16 липня 1992 р. з громад Брізен, Бург (Шпревальд), Діссен, Феров, Гуров, Мюшен, Шмогров, Стрізов і Вербен. Спершу органи адміністрації об'єднання розташовувалися в кількох громадах і лише в 1997 році адміністрація зосередилася в одній громаді Бург (Шпревальд). Оскільки, згідно з керівними засадами землі Бранденбург, громади, у яких менше ніж 500 мешканців, більше не мають права існувати самостійно, кількість муніципалітетів після 31 грудня 2001 року скоротилася. Мюшен влився в громаду Бург (Шпревальд), а Діссен і Стрізов та Феров і Шмогров відповідно злилися.

## Громади та населені пункти
Всі шість громад двомовні (німецька і нижньолужицька) та використовують офіційне написання топонімів обома мовами.
- Briesen – Brjazyna
- Burg (Spreewald) – Bórkowy (Błota) (її складова частина Müschen – Myšyn)
- Dissen-Striesow – Dešno-Strjažow (з частинами Dissen та Striesow)
- Guhrow – Góry
- Schmogrow-Fehrow – Smogorjow-Prjawoz (з частинами Schmogrow та Fehrow)
- Werben – Wjerbno (з частинами Brahmow та Ruben)

## Керівники об'єднання громад (амтсдиректори)
- 1992–2000: Гайнц Фракман (нім. Heinz Frackmann)
- 2000–2006: Ганс-Йоахім Галер (нім. Hans-Joachim Gahler)
- 2007–2013: Ульріх Ноак (нім. Ulrich Noack)
- 2014–2018: Петра Крауц (нім. Petra Krautz)
- з квітня 2018 на правах в. о.: Крістоф Нойман (нім. Christoph Neumann)

18 листопада 2013 року правління об'єднання громад (нім. Amtsausschuss) обрало Крауц новим амтсдиректором на вісім років. Вона вступила на посаду 1 січня 2014 року.
У квітні 2018 року правління більшістю у дві третини голосів проголосувало за відкликання пані Крауц.

## Динаміка населення
| Рік  | Жителів |
| ---- | ------- |
| 1992 | 7 987   |
| 1993 | 8 024   |
| 1994 | 8 158   |
| 1995 | 8 433   |
| 1996 | 8 810   |
| 1997 | 9 138   |
| 1998 | 9 487   |
| 1999 | 9 798   |

| Рік  | Жителів |
| ---- | ------- |
| 2000 | 9 957   |
| 2001 | 9 993   |
| 2002 | 10 044  |
| 2003 | 9 979   |
| 2004 | 9 920   |
| 2005 | 9 934   |
| 2006 | 9 865   |
| 2007 | 9 756   |
| 2008 | 9 617   |
| 2009 | 9 558   |

| Рік  | Жителів |
| ---- | ------- |
| 2010 | 9 423   |
| 2011 | 9 279   |
| 2012 | 9 232   |
| 2013 | 9 207   |
| 2014 | 9 163   |
| 2015 | 9 141   |
| 2016 | 9 104   |
| 2017 | 9 026   |

Склад території за роками, кількість мешканців: станом на 31 грудня, починаючи з 2011 року, на підставі перепису в ЄС 2011 р.